# Fronteira Afeganistão–Paquistão
A fronteira entre Afeganistão e Paquistão é a linha que limita os territórios de Afeganistão e Paquistão, sendo a maior fronteira do Afeganistão, e é escassamente demarcada mas reconhecida oficialmente do ponto de vista internacional.
Essa fronteira tem suas origens com a criação da chamada Linha Durand, entre a Índia britânica e o Afeganistão, após a assinatura de um acordo em 12 de novembro de 1893 por Abderramão Cã, emir do Afeganistão, e Henry Mortimer Durand, ministro das Relações Exteriores da Índia. O Afeganistão passou, em seguida, a servir como um Estado-tampão entre as zonas de influência britânicas e russas na Ásia Central, como parte do "Grande Jogo" entre os dois impérios. 
O Paquistão tornaria-se independente em 1947, porém os dois países nunca assinaram um acordo sobre a sua fronteira comum. Cabul, jamais reconheceu a legitimidade dessa fronteira, que divide a numerosa comunidade étnica pashtun, e dessa forma há uma disputa territorial entre ambos os países que atrapalha continuamente suas relações diplomáticas.
A linha de fronteira também é chamada de "Linha Zero". Excluindo a parte de deserto, 84% da linha segue por pontos notáveis do relevo (rios ou tergos). O traçado preciso dos restantes 16% é composto por segmentos em linha reta e foi demarcado em 1894-95, estando também nos mapas à escala 1:50 000 feitos pelos soviéticos depois da invasão do Afeganistão em 1980.
A fronteira é constantemente atravessada pelos guerrilheiros terroristas talibãs que têm bases em ambos os lados.